# FC 샤프하우젠

FC 샤프하우젠(독일어: FC Schaffhausen)은 샤프하우젠을 연고로 하는 스위스의 축구 클럽이다. 현재는 스위스 챌린지리그에 참가하고 있다.

## 성적
- 스위스 챌린지리그 1회 우승 (2004)
- 스위스컵 2회 준우승 (1988, 1994)

## 선수 명단

### 현역
참고: FIFA 자격 규정에 따라 소속된 국가대표팀 국기를 표시합니다. 선수는 복수의 FIFA 비회원국 국적을 가지고 있을 수 있습니다.
| 번호 | 포지션 | 국적       | 이름                 |
| ---- | ------ | ---------- | -------------------- |
| 2    | DF     | 카보베르데 | 크리스토퍼 다 그라사 |
| 3    | DF     | 코소보     | 플로리안 호자        |
| 12   | MF     | 가나       | 아이작 아서          |
| 16   | DF     |            | 마우리시오 윌리만    |

| 번호 | 포지션 | 국적 | 이름 |
| ---- | ------ | ---- | ---- |

## 역대 감독
| 감독              | 임기      |
| ----------------- | --------- |
| 막스 바일러       | 1942~1947 |
| 요제프 스미스티크 | 1952~1956 |
| 유프 데어발       | 1960~1962 |
| 요제프 스미스티크 | 1964~1965 |
| 무라트 야킨       | 2016~2017 |
| 무라트 야킨       | 2019~2021 |
| 하칸 야킨(대행)   | 2021      |
| 하칸 야킨         | 2022~2023 |